# Отревиль-сюр-Мозель
Отреви́ль-сюр-Мозе́ль (фр. Autreville-sur-Moselle) — коммуна во французском департаменте Мёрт и Мозель, региона Лотарингия. Относится к кантону Понт-а-Муссон.

## География
Отревиль-сюр-Мозель расположен в 16 км к северу от Нанси и 34 км к югу от Меца. Соседние коммуны: Бельвиль на юго-западе, Мильри на юго-востоке.

## Демография
Население коммуны на 2010 год составляло 267 человек.
| 1962 | 1968 | 1975 | 1982 | 1990 | 1999 | 2010 |
| ---- | ---- | ---- | ---- | ---- | ---- | ---- |
| 239  | 218  | 230  | 252  | 264  | 247  | 267  |